# Амадей Савойски-Аоста (1898 – 1942)
Вижте пояснителната страница за други личности с името Амадей Савойски-Аоста.
Амадей Савойски-Аоста, с пълно име Амадей Хумберт Лаврентий Марк Павел Изабела Лудвиг Филип Мария Йосиф Йоан Савойски-Аоста (на италиански: Amedeo Umberto Lorenzo Marco Paolo Isabella Luigi Filippo Maria Giuseppe Giovanni; * 21 октомври 1898, Торино, Кралство Италия; † 3 март 1942, Найроби), наречен „Железният херцог“ и „Героят от Амба Алаге“ (Duca di Ferro e Eroe dell'Amba Alagi), е италиански генерал и авиатор, член на Савоя-Аоста – кадетски клон на Савойската династия, вицекрал на Етиопия (1937 – 1941).

## Произход
Той е син на Емануил Филиберт Савойски-Аоста (* 1869, † 1931), 2-ри херцог на Аоста, генерал, маршал на Италия, и на съпругата му Елена Орлеанска (* 1871, † 1951). Негови баба и дядо по бащина линия са Амадей I Савойски-Аоста, херцог на Аоста и единствен крал на Испания (1870 – 1873) от Савойската династия, и Мария Витория дал Поцо дела Чистерна, а по майчина – принц Луи-Филип Орлеански, граф на Париж, и Мария-Изабела Орлеанска. Има един брат: 
- Аймон Роберт (* 1900; † 1948), четвърти херцог на Аоста (1942 – 1948), крал на Хърватия като Томислав II (1941 – 1943), адмирал, съпруг на Ирина Гръцка.

## Биография

### Начални години и образование
Като наследник на Херцогство Аоста получава титлата „Херцог на Пулия“. На 9-годишна възраст е изпратен в колежа „Сейнт Андрю“ в Лондон, където научава перфектно английски език. 
Обратно в Италия започва военна кариера на 15-годишна възраст и е записан в Кралския колеж „Нунциатела“ в Неапол. Скоро той се сблъска със строгите заповеди, наложени на другите ученици: никой не трябва да се обръща първи към принца и ако бъде помолен, трябва да стои мирно и да отговаря само: „Да, Кралско височество“ или „Не, Кралско височество“. Раздразнен от толкова много формалности, Амадей позволява на съучениците си да му говорят на „ти“ и да пропускат титлата „Кралско височество“.

### Военна кариера
Когато Италия влиза в Първата световна война, 16-годишният Амадей се записва доброволец като обикновен войник в конния артилерийски полк „Волоар“. Баща му Емануил Филиберт го представя на генерал Карло Петити ди Рорето с думите: „Никаква привилегия, нека бъде третиран като останалите“. Той незабавно е изпратен на фронтовата линия с чин „ефрейтор“ и като артилерист на Карст, като първо получава званието „лейтенант “ за военни заслуги, а през 1917 г. и това на капитан. 
В края на войната получава разрешението на родителите си да последва чичо си Лудвиг Амадей, херцог на Абруци, в Сомалия, ангажиран в проучването на река Шебеле с цел създаването на ферма за отглеждане на памук, захарна тръстика и маслодайни семена. Заедно те построяват железопътна линия и село, наречено Виладжо Дука дели Абруци. 
През 1920 г. в Палермо получава диплома за средно образование.
През 1921 г. заминава за Белгийско Конго. Временното отдалечаване, според жълтите вестници от онова време, произтича от шега, която той прави на краля и кралицата: говори се, че по време на прием в двореца, когато суверените се появяват, той казва: „Ето ги Куртатоне и Монтанара“: Позоваването на битката от 29 май 1848 г. от Рисорджименто е насочено към ниския ръст на Виктор Емануил III и към страната на произход на кралица Елена – Черна гора. Шегата е чута и на другия ден баща му е привикан при краля; това води до отстраняването му от двора. Амадей заминава за Африка и се наема под псевдоним като обикновен работник във фабрика за сапун в Стенливил (днес Кисангани).
През 1923 г., след като се завръща в Италия, той възобновява военната си кариера в Палермо с чин „майор“. Впоследствие завършва право в Университета в Палермо с дипломна работа върху колониалното право, като разглежда колониалния проблем от морална гледна точка и твърди, че налагането на суверенитета на чужда държава върху местното население е морално оправдано само с подобряването на условията на живот на колонизираното население.

### Авиатор
На 24 юли 1926 г. получава свидетелство за военен пилот. Обратно в Африка, извършва множество разузнавателни полети, спечелвайки сребърен медал за военна доблест за дръзките си действия при полета над Киренайка. След смъртта на баща си през 1931 г. Амадей приема титлата „херцог на Аоста“. През същата година става командир на 23-ти полеви артилерийски полк, разположен в Триест и пребиваващ в замъка Мирамаре.
През 1932 г. е преместен в Кралската авиация и на 11 юни поема командването на 21-ва дивизия „Наземно разузнаване“ с чин „полковник“, разположена на летището в Гориция. На 1 май 1933 г.  херцогът напуска командването на военната част за това на 4-та дивизия „Изтребители“ до март 1934 г. На 1 март 1934 г. е повишен в генерал на въздушна бригада и поема командването на Трета въздушна бригада на Гориция. В този период е и почетен президент на Футболен спортен клуб „Триестина“. 
През 1935 г., при избухването на войната в Етиопия, той поисква да отиде на фронта, но кралят отказва, мотивирайки отказа си с позицията си в реда за наследяване на трона. През 1936 г., като генерал от въздушната дивизия, Амадей е командир на 1-ва въздушна дивизия „Орел“ до 12 декември 1937 г.  На 16 ноември 1937 г. е назначен за генерал на военновъздушните сили.

### Възможни номинации
Междувременно текат дискусии за предложения и споразумения Амадей да бъде номиниран за крал на някоя европейска нация: в края на Испанската гражданска война през 1939 г. смятат да му дадат трона на Испания, освободен от Бурбоните, но предложението отпада поради опозицията на Франсиско Франко.
По-късно има срещи между високопоставени унгарски и италиански политици, за да помолят Амадей да приеме короната на Унгария, останала вакантна след поражението на Хабсбургите в края на Първата световна война. Смъртта му през 1942 г. проваля плана.

### Брак и вицекрал на Етиопия
На 5 ноември 1927 г. в Неапол се жени за френската принцеса Анна Орлеанска, от която има две дъщери.
След Втората италианско-етиопска война, на 21 декември 1937 г. встъпва в длъжност като генерален губернатор на Италианска Източна Африка и вицекрал на Етиопия, подновявайки разрешението до март 1939 г. за използване на газ в репресивните действия срещу етиопската съпротива и цивилното население. През тези години той допринася за изграждането на важни благоустройствени сгради и съоръжения.
През 1938 г., по заповед на Бенито Мусолини и в съответствие с фашистките расови закони, Амадей Савойски-Аоста възлага на полковника от Алпийските войски Джузепе Адами (ръководител на топографската служба на империята) да идентифицира територия, подходяща за приемане на първоначален брой от 1400 еврейски семейства. Тази предварителна оценка е част от планираното създаване на еврейска колония в Етиопия, което след това не се осъществява.
През 1940 г. е назначен за генерал на въздушната армия и с влизането на Италия във Втората световна война на 10 юни 1940 г. става старши командир на въоръжените сили на Италианска Източна Африка. През 1941 г., изправен пред огромния напредък на британците в Италианска Източна Африка, малкото останали италиански войски под негово командване се оттеглят, за да организират последна битка в етиопските планини.

#### Поражение при Амба Алаге
Амадей се барикадира от 17 април до 17 май 1941 г. в планината Амба Алаге със 7000 мъже – карабинери, летци и моряци от базата Асаб, 500 войници от здравната служба и около 3000 войници от местните войски. Италианските сили скоро са обсадени от силите на генерал Алън Кънингам (39 000 души). Италианските войници, по-слаби както по брой, така и по амуниции, дават доказателство за голяма доблест, но, изтощени от студа и липсата на амуниции, вода и дърва, те трябва да се предадат на британците. На 14 май 1941 г. Амадей получава разрешение от Мусолини да се предаде и назначава генерал Джован Батиста Волпини за преговарящ, който обаче е убит с ескорта си от етиопските бунтовници, които обграждат италианските линии.
Малко преди капитулацията Амадей упълномощава местните жители на неговите войски да се върнат в селата си и упълномощава офицерите си да направят същото, но, както се вижда от бюлетините на Службата за военна информация от 1941 г., не повече от петнадесет човека напускат, което свидетелства за дълбоката връзка между него и по-младите му офицери и техните аскари. По обяд на 17 май условията за предаване са договорени от генералите Трецани и Кордеро ди Монтедземоло от италианска страна и от полковник Дъдли Ръсел от британска. Войниците на Негово британско величество, не само в знак на почит към вражеския командир, но и в знак на възхищение от проявената от тях твърдост, отдават почести на оцелелите, като оставят служебния пистолет на офицерите.
В понеделник, 19 май 1941 г., на входа на командната пещера се появява Амадей Савойски-Аоста и от Форт Тозели херцогът тръгва надолу с британския генерал Мейн отляво, ескортиран от южноафрикански подофицер. Войниците от гарнизона ги следват в две колони, натоварени със стрелково оръжие, раници, картонени куфари, вързани с канап, китари и вързопи; и Амадей отдава чест на почетния караул и на италианското знаме, което е спуснато.

### Затвор и смърт
Амадей Савойски-Аоста, военнопленник номер 11590, е прехвърлен в Кения със самолет. По време на полета управлението му е дадено за малко, за да му се позволи да пилотира за последен път. Пристигнал в Кения, той е държан като военопленник от британците заедно със своя офицер пилот-лейтенант Флавио Даниели в Донио Сабук – гъмжаща от малария местност, разположена на 70 километра от Найроби. Въпреки че Амадей се застъпва пред британските власти за подобряване на условията на италианските военни и за репатрирането на цивилни, британското командване не му позволява да приеме никого, нито да посещава другите затворници.
През ноември 1941 г. Амадей започва да се чувства зле, а през декември вдига висока температура. Три седмици по-късно британското командване му позволява да посети италианските затворници (това е и последното му излизане), но му попречват да ги поздрави лично: позволено му е да кара колата си съвсем бавно пред портите на затворническия лагер. На 26 януари 1942 г. той е диагностициран с малария и туберкулоза.
43-годишният херцог умира на 3 март 1942 г. във военната болница в Найроби. На погребението му ленти носят и британските генерали. По негово изрично нареждане е погребан в Италианския военен мемориал в Ниери, Кения заедно с 676 негови войници. Тъй като има само дъщери, неговият брат Аймон го наследява в херцогската титла. 
Амадей има репутацията на благородник: преди да напусне щаба си в Адис Абеба, той пише бележка до британските командири, за да им благодари предварително за бъдещата защита на местните жени и деца.

## Брак и потомство
∞ 5 ноември 1927 в Неапол за френската принцеса Анна Орлеанска (* 5 август 1906, Льо Нувион ан Тиераш, † 19 март 1986, Соренто), от която има две дъщери:
- Маргарита Изабела Мария Виктория Емануела Елена Януария Савойска-Аоста (* 7 април 1930, Неапол; † 10 януари 2022, Базел), ∞ 28 декември 1953 за Роберт Хабсбург-Есте, от когото има трима сина и две дъщери.
- Мария Кристина Юста Елена Йоанна Савойска-Аоста (* 10 септември 1933, Триест), ∞ 29 януари 1967 за Казимиро Бурбон-Две Сицилии, от когото има двама сина и две дъщери.

## Памет
Четвърта дивизия на Италианските военновъздушни сили е кръстена на него.

В Рим тунелът „Принц Амадей Савойски-Аоста“, който минава под Яникул извън Ватикана, между Порта Каваледжери и Порта Санто Спирито, е кръстен на него. На него е кръстен и едноименният мост, открит през 1942 г. Първоначално двата моста са обозначавани като „Тунел на Яникул“ и „Нов мост на флорентинците“. 
На 4 ноември 1962 г., по инициатива на местния авиационен клуб и с участието на Асоциацията на военновъздушните сили, Президентът на републиката Антонио Сени открива паметник в чест на принц Амадей на летището в Гориция. Паметникът се състои от десет мемориални камъка, отбелязващи най-значимите етапи от военните подвизи на Амадей, над които стои 5-метрова статуя от травертински мрамор, изобразяваща херцога в униформа на авиатор с лице, обърнато към Африка.
Друг паметник на Амадей е в парка на замъка Мирамаре в Триест, където той живее със семейството си, преди да замине за Етиопия; този замък е фатален за тези, които живеят там: Максимилиан Хабсбург заминава, за да поеме императорската корона на Мексико и умира там, докато Амадей заминава за Етиопската империя, на която е вицекрал, и умира в плен.
Много улици и площади в Италия са кръстени на него. Негов бронзов бюст, подарък от съпругата му Анна Орлеанска, се намира в замъка Мирамаре, а две негови зали са посветени на него с интересни документация.
Интернет порталът на Италианските военновъздушни сили създава страница, озаглавена Великите авиатори, където се цитират основните исторически личности на италианската авиация, като сред тях е и Амадей Савойски-Аоста.